# يعقوب تاش
يعقوب تاش (16 يونيو 1959 - 7 فبراير 2023) كان سياسي تركي عضو في حزب العدالة والتنمية شغل منصب نائب في البرلمان التركي من 2018 حتى وفاته. توفى في عام 2023 نتيجة زلزال قهرمان مرعش.